# Papila lingual
Las papilas linguales son pequeñas estructuras en la superficie superior de la lengua que le dan su textura rugosa característica. Los cuatro tipos de papilas de la lengua humana tienen estructuras diferentes y se clasifican en consecuencia como circunvaladas (o valladas), fungiformes, filiformes y foliadas. Todas, excepto las papilas filiformes, están asociadas con las papilas gustativas.

## Estructura
En sujetos vivos, las papilas linguales se ven más fácilmente cuando la lengua está seca. Hay cuatro tipos de papilas presentes en la lengua de los humanos:

### Papilas filiformes

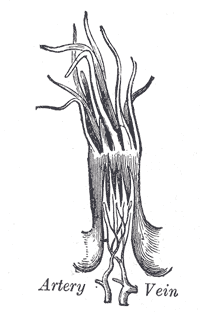
Papila filiforme, ampliada.

Las papilas filiformes son las más numerosas de las papilas linguales. Son papilas finas, pequeñas y de forma cónica que se encuentran en la superficie anterior de la lengua. Son los encargados de dar textura a la lengua y son responsables de la sensación del tacto. A diferencia de otros tipos de papilas, las papilas filiformes no contienen botones gustativos. Cubren la mayor parte de los dos tercios frontales de la superficie de la lengua.
Aparecen como proyecciones superficiales muy pequeñas, cónicas o cilíndricas, y están dispuestas en filas paralelas al surco terminal. En la punta de la lengua, estas filas se vuelven más transversales.
Histológicamente, están formadas por núcleos irregulares de tejido conectivo con un epitelio que contiene queratina y que tiene hilos secundarios finos. La fuerte queratinización de las papilas filiformes, que se produce por ejemplo en los gatos, confiere a la lengua una rugosidad característica de estos animales.
Estas papilas tienen un tinte blanquecino, debido al grosor y densidad de su epitelio. Este epitelio ha sufrido una modificación peculiar: las células han adquirido forma de cono y se han alargado formando hilos densos, superpuestos y con forma de cepillo. También contienen una serie de fibras elásticas, que las hacen más firmes y elásticas que los otros tipos de papilas. Las papilas más grandes y largas de este grupo a veces se denominan papilas cónicas.

### Papilas fungiformes

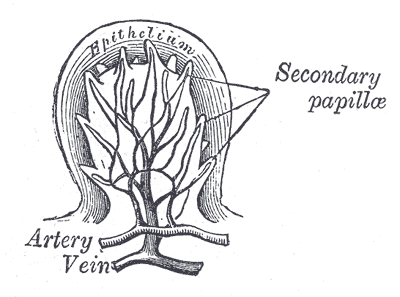
Papilas fungiformes, diagrama ampliado y seccional.

Las papilas fungiformes son proyecciones en forma de maza sobre la lengua, generalmente de color rojo. Se encuentran en la punta de la lengua, dispersas entre las papilas filiformes, pero están presentes principalmente en la punta y los lados de la lengua. Tienen papilas gustativas en su superficie superior que pueden distinguir los cinco sabores: dulce, agrio, amargo, salado y umami. Tienen un núcleo de tejido conectivo. Las papilas fungiformes están inervadas por el séptimo nervio craneal, más específicamente a través del ganglio submandibular, la cuerda del tímpano y el ganglio geniculado que asciende al núcleo solitario en el tronco encefálico.

### Papilas foliadas

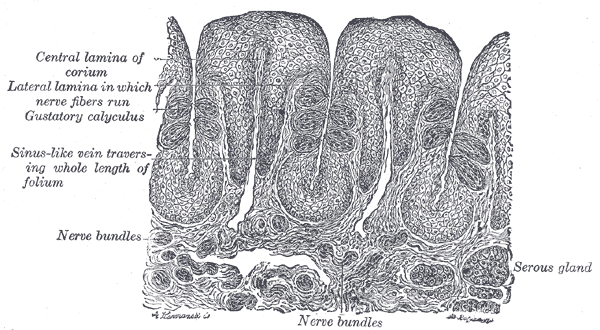
Diagrama ampliado de una sección vertical a través de algunas papilas foliadas en un conejo.

Las papilas foliadas son pliegues verticales cortos y están presentes en cada lado de la lengua. Están situados a los lados, en la parte posterior de la lengua, justo delante del arco palatogloso de las fauces, Hay cuatro o cinco pliegues verticales, y su tamaño y forma es variable. Las papilas foliadas aparecen como una serie de crestas de mucosa de color rojo, similares a hojas. Están cubiertos de epitelio, carecen de queratina y por eso son más suaves y poseen numerosas papilas gustativas. Suelen ser simétricos bilateralmente. A veces aparecen pequeños y discretos, y otras veces son prominentes. Debido a que su ubicación es un sitio de alto riesgo para el cáncer de boca y su tendencia a hincharse ocasionalmente, pueden confundirse con tumores o enfermedades inflamatorias. Las papilas gustativas, los receptores del sentido del gusto, están dispersas por la mucosa de su superficie. Las glándulas serosas drenan hacia los pliegues y limpian las papilas gustativas. Las amígdalas linguales se encuentran inmediatamente detrás de las papilas foliadas y, cuando son hiperplásicas, provocan una prominencia de las papilas.

### Papilas circunvaladas

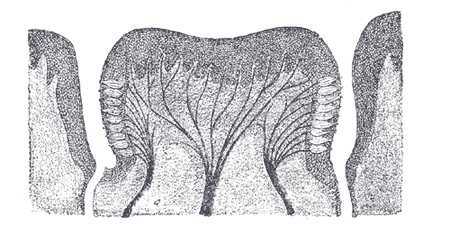
Papila circunvalada en sección vertical, que muestra la disposición de las papilas gustativas y los nervios.

Las papilas circunvaladas (o papilas valladas) son estructuras con forma de cúpula en la lengua humana cuyo número varía entre 8 y 12. Están situados en la superficie de la lengua, inmediatamente delante del foramen ciego y el surco terminal, formando una fila a cada lado; las dos filas corren hacia atrás y medialmente, y se unen en la línea media. Cada papila consta de una proyección de mucosa de 1 a 2 mm de ancho, unido al fondo de una depresión circular de la membrana mucosa; el margen de la depresión está elevado para formar una pared (vallum), y entre esta y la papila hay un surco circular denominado fosa. La papila tiene forma de cono truncado, con el extremo más pequeño dirigido hacia abajo y unido a la lengua, mientras que la parte más ancha o base sobresale un poco por encima de la superficie de la lengua y está tachonada de numerosas papilas secundarias pequeñas y cubierta por epitelio escamoso estratificado. Los conductos de las glándulas salivales linguales, conocidas como glándulas de Von Ebner, vierten una secreción serosa en la base de la depresión circular, que actúa como un foso. Se presume que la función de la secreción es eliminar materiales de la base de la depresión circular para garantizar que las papilas gustativas puedan responder rápidamente a los estímulos cambiantes. Las papilas circunvaladas reciben inervación gustativa aferente especial del nervio craneal IX, el nervio glosofaríngeo, aunque se encuentran anteriores al surco terminal. El resto de los dos tercios anteriores de la lengua recibe inervación gustativa de la cuerda del tímpano del nervio craneal VII, distribuida con el nervio lingual del nervio craneal V.

## Función
Se cree que las papilas linguales, en particular las papilas filiformes, aumentan la superficie de la lengua y el área de contacto y fricción entre la lengua y la comida. Esto puede aumentar la capacidad de la lengua para manipular un bolo de comida y también para posicionar la comida entre los dientes durante la masticación y la deglución.

## Importancia clínica

### Depapilación
En algunas enfermedades puede haber depapilación de la lengua, donde se pierden las papilas linguales, dejando una zona lisa, roja y posiblemente dolorida. Los ejemplos de afecciones bucales despapilantes incluyen la lengua geográfica, la glositis romboide media y otros tipos de glositis. El término glositis, particularmente glositis atrófica, se utiliza a menudo como sinónimo de depapilación. Cuando toda la superficie dorsal de la lengua ha perdido sus papilas, a veces se habla de "lengua calva". Las deficiencias nutricionales de hierro, ácido fólico y vitaminas B pueden causar depapilación de la lengua.

### Papilitis/hipertrofia
La papilitis se refiere a la inflamación de las papilas y, a veces, el término hipertrofia se utiliza indistintamente.
En la papilitis foliar las papilas foliares aparecen hinchadas. Esto puede ocurrir debido a una irritación mecánica o como reacción a una infección del tracto respiratorio superior. Otras fuentes afirman que la papilitis foliar se refiere a la inflamación de la amígdala lingual, que es tejido linfoide.

## Historia

### Etimología
1. El término lingual se deriva de la palabra latina lingua que significa "lengua" o "habla". Papila viene del latín y significa "pezón".
2. Vallada proviene de la palabra latina vallum (muralla, muro), y significa "que tiene un borde elevado que rodea una depresión". Se refiere a la elevación mucosa circular que rodea las papilas circunvaladas.
3. Fungiforme proviene de las palabras latinas fungus (hongo) y forma, y significa "con forma de hongo o de seta".
4. Foliar proviene de la palabra latina foliatus (frondoso), y significa "con forma de hoja".
5. Filiforme proviene de la palabra latina filum (hilo), y significa "con forma de filamento o hilo".

## Otros animales
Se describen siete tipos de papilas en los mamíferos domésticos, siendo su presencia y distribución específicas de cada especie:
- Papilas mecánicas: filiformes, cónicas, lentiformes, marginales.
- Papilas gustativas: fungiformes, circunvaladas, foliadas.

Las papilas foliadas son estructuras bastante rudimentarias en los humanos, que representan vestigios evolutivos de estructuras similares en muchos otros mamíferos.

## Imágenes adicionales

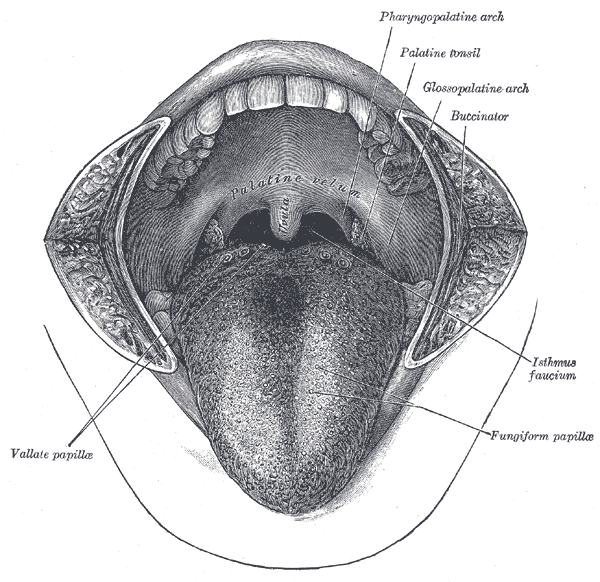
La boca. Las mejillas han sido cortadas transversalmente y la lengua ha sido empujada hacia adelante.
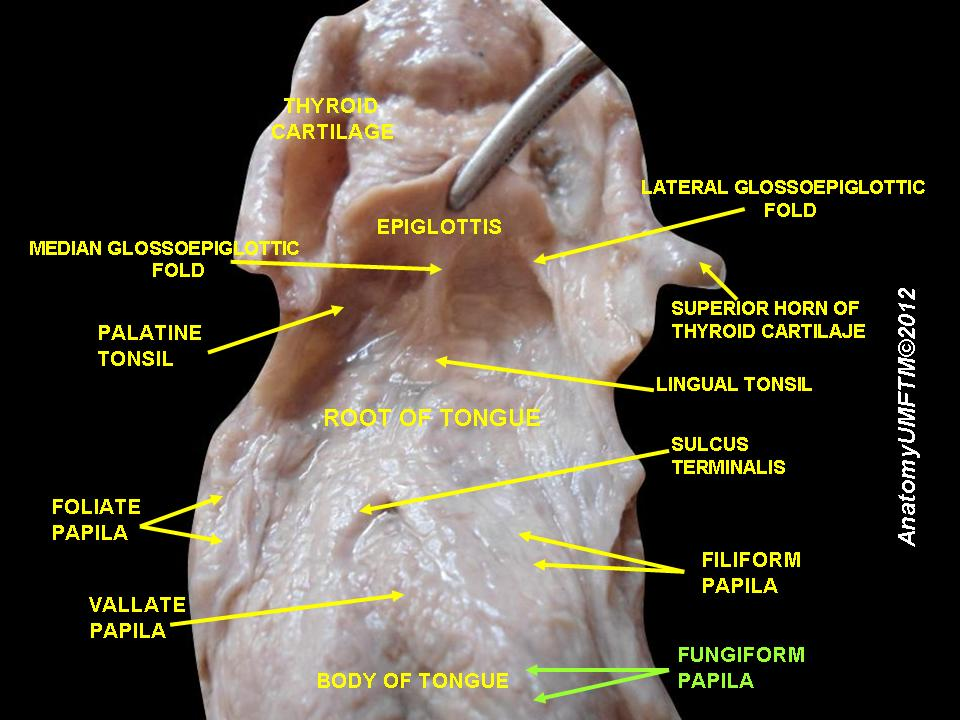
Papilas y otros puntos de referencia de la lengua.
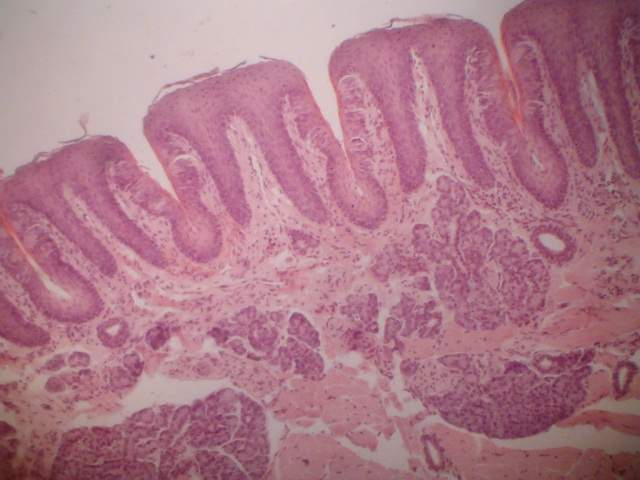
Papilas foliadas
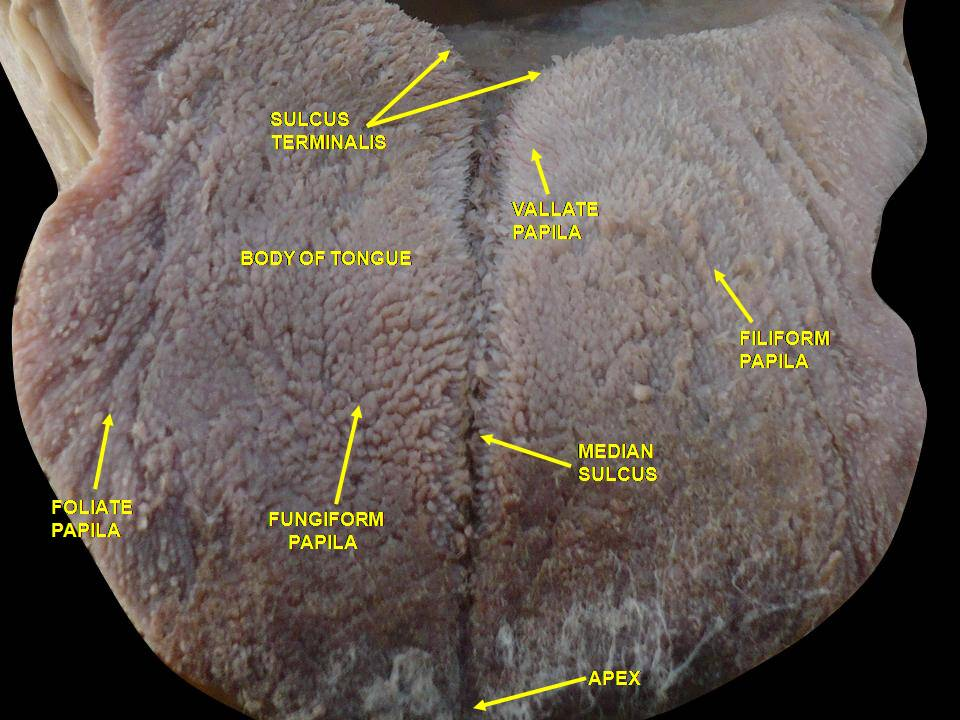
Suelo de boca. Disección profunda. Vista anterior.
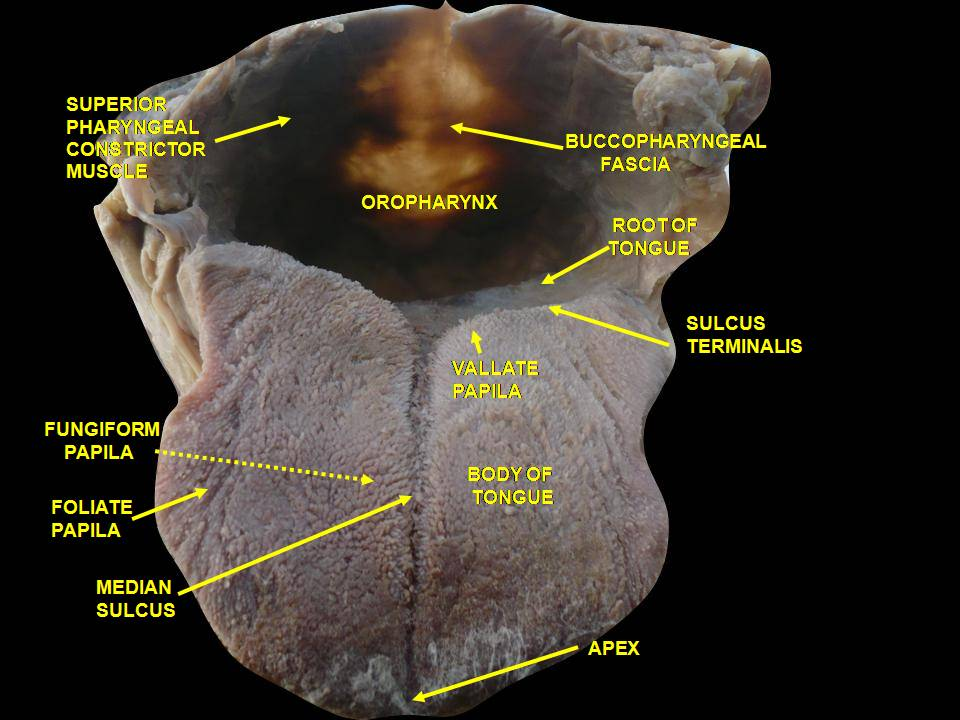
Suelo de boca. Disección profunda. Vista anterior.
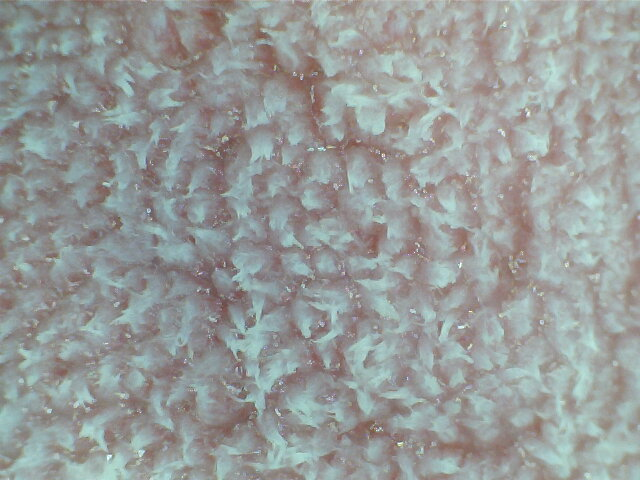
Una imagen que muestra papilas filiformes tomadas con un microscopio USB.